# Kenner Garrard

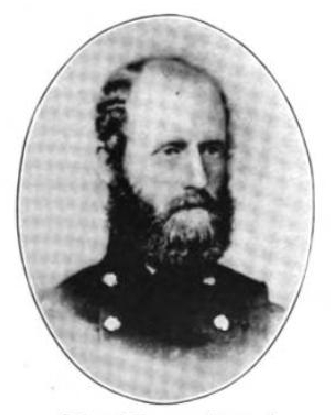
Kenner Garrard

Kenner Garrard (* 21. September 1827 in Bourbon County, Kentucky; † 15. Mai 1879 in Cincinnati, Ohio) war ein Brigadegeneral in der Unionsarmee während des Amerikanischen Bürgerkrieges. Er war der Bruder der Unionsgeneräle Jeptha und Israel Garrard sowie Cousin ersten Grades von Unionsgeneral Theophilus T. Garrard.

## Vor dem Bürgerkrieg
Garrard wurde im Haus seines Großvaters väterlicherseits in Bourbon County (Kentucky) geboren, als seine Mutter dort zu besuch war. Sein Großvater, James Garrard, war der zweite Gouverneur von Kentucky. Kenner wuchs in Cincinnati, Ohio auf und erhielt dort Privatunterricht.
Er besuchte kurz die Harvard University in Cambridge (Massachusetts) und ging dann nach Annahme seines Postens im zweiten Studienjahr (Sophomore) auf die Militärakademie in West Point (New York).
Garrard graduierte 1851 als achter seiner Klasse und erhielt den Brevet-Rang eines Second Lieutenants in der Artillerie der US-Army. Bald darauf wurde er zu den First U.S. Dragoons versetzt.
Von dort wurde er dann 1855 zu der 2. US-Kavallerie versetzt, wo er der Adjutant von Colonel Albert Sidney Johnston und Lieutenant Colonel Robert E. Lee, beides spätere Generäle in der Konföderiertenarmee, war. Er war in einer Vielzahl von Posten im südwestlichen Grenzgebiet, einschließlich im New-Mexico-Territorium, stationiert.

## Im Bürgerkrieg
Bei Ausbruch des Amerikanischen Bürgerkrieges 1861, war Garrard, inzwischen Captain, in einem Außenposten in Texas. Als loyaler Unionist wurde er durch die konföderierte Obrigkeit inhaftiert, was nach der Kapitulation der US-Truppen unter General David Twiggs geschah. Es wurde ihm erlaubt in die Nordstaaten zurückzukehren.
Garrard reiste nach Washington, D.C. mit 20.000 Dollar der Bundesmittel mit sich, die er insgeheim in Texas beiseitegeschafft hatte, und übergab das Geld dem US-Finanzministerium. Im Dezember 1861 wurde er zum Kommandanten der Militärakademie in West Point ernannt.
Nach seinem formellen Austausch am 27. August 1862 wurde Garrard zum Colonel der 146. New York Infanterie in der Army of the Potomac ernannt und nahm an den Schlachten von Fredericksburg, Chancellorsville und Gettysburg teil. Bei Gettysburg übernahm er das Kommando der 3. Brigade von Generalmajor George Sykes’ Division, nachdem Brigadegeneral Stephen H. Weed auf Little Round Top gefallen war. Ende Juli 1863 wurde er während der Verfolgung von Lees Army of Northern Virginia zum Brigadegeneral befördert.
Dann wurde er im November 1863 zum Major der 3. US-Kavallerie in der regulären Armee ernannt, während er weiter den Dienstgrad eines Generals in der Freiwilligenarmee hielt. Im Dezember 1864 wurde er zum Chief of the Cavalry Bureau in Washington ernannt, jedoch wurde er im nächsten Monat nach seinem eigenen Ersuchen davon entbunden, so dass er das Kommando über die 2. Kavalleriedivision in der Army of the Cumberland übernahm und zum westlichen Kriegsschauplatz versetzt wurde.
Garrard nahm an Generalmajor Shermans Atlanta-Feldzug als Kavalleriedivisionskommandant teil, allerdings konnte er dort seine Vorgesetzten nicht zufriedenstellen. Zurück bei der Infanterie nahm er an der Schlacht von Nashville teil, wo er mit seiner Division gut agierten. Armeekommandant Generalmajor George Thomas lobte Garrards furchtlosen Einsatz bei Nashville. Als Folge davon erhielt er für seine Leistung auf dem Schlachtfeld den Brevet-Rang eines Generalmajors der Freiwilligenarmee und Brigadegeneral in der regulären Armee. Seine letzten Kriegstage verbrachte er in Alabama, wo er entscheidend bei der Eroberung von Montgomery mithalf.

## Nach dem Bürgerkrieg
Garrard verblieb nach Kriegsende in der regulären Armee als Kommandant des District of Mobile, einen Posten, von dem er am 9. November 1866 zurücktrat. Er kehrte nach Cincinnati zurück, wo er sein restliches Leben mit privaten Geschäften und Geschichtsstudium verbrachte. In dieser Zeit war er einige Jahre als Director of the Cincinnati Music Festival tätig. Er war niemals verheiratet. Garrard verstarb 1879 in Cincinnati und wurde dann auf dem Spring Grove Cemetery beigesetzt.

## Werke
- Nolan's System for Training Cavalry Horses